# کوتاه‌ترین راه خانه
کوتاه‌ترین راه خانه: چالش یک شهردار و مدلی برای آینده آمریکا زندگی‌نامه خود نوشت پیت بودجج، شهردار ساوت بند، ایندیانا از سال 2012 تا 2020 است. این کتاب برای اولین بار توسط انتشارات لایورایت در سال 2019 منتشر شد.
در ۸ ژوئیه ۲۰۲۰، بودجج انتشار کتاب بعدی خود را با عنوان اعتماد: بهترین شانس آمریکا، مطالعه مسئولیت پذیری، شکست اعتماد ملی و ابزارهای مقابله با چالش‌های دهه آینده اعلام کرد.

## خلاصه
کوتاه‌ترین راه خانه زندگی پیت بودجج، مسیر او برای تبدیل شدن به شهردار زادگاهش، ساوت بند، ایندیانا، و اقدامات و تصمیماتی که در طول دوران ریاستش گرفته‌است را شرح می‌دهد. ساوت بند به عنوان شهری به تصویر کشیده می‌شود که اوج خود را زمانی تجربه کرده بود که سازندگانی مانند استودبیکر و ساوت بند واچ در آن مستقر بودند. بودجج اشاره می‌کند که چگونه این شرکت‌ها در پذیرش تغییراتی که می‌توانست به آنها کمک کند بقای خود را بپذیرند، شکست خوردند. برای مثال، شرکت ساوت بند واچ به تولید ساعت‌های جیبی برای بیش از یک دهه پس از تبدیل شدن ساعت‌های مچی به سبک غالب ادامه داد. در ادامه، پس از بسته شدن کارخانه استودبیکر در اوایل دهه ۱۹۶۰، شهر روند نزولی طولانی را آغاز کرد که منجر به کاهش جمعیت و کاهش تعداد ساکنان جوانتر شد. نکته قابل توجه، ساوت بند در فهرست شهرهای در حال مرگ آمریکا در نیوزویک در سال ۲۰۱۱ گنجانده شد.

## استقبال
این کتاب در نشریاتی از جمله نیویورک تایمز، گاردین، واشینگتن پست، کرکوس ریویز، پابلیشرز ویکلی ، و کارنت آفرز بررسی شده‌است.